# 컨베어 (기업)
컨베어(Convair)는 이전에 존재했던 미국의 항공기 제조업체이다. 그 후 제너럴 다이내믹스에 인수되어 그 부문으로 여객기를 생산했다.

## 역사
카탈리나 비행정과 B-24 폭격기 등으로 입증된 콘솔리데이티드 에어크래프트(The Consolidated Vultee Aircraft Corporation)와 록히드 베가의 설계 책임자였던 제러드 벌티(Gerard Vultee )가 회사를 퇴사한 후 설립한 벌티 에어크래프트(VulteeAircraft)와 1943년에 합병하여 컨베이어가 설립되었다.
제2차 세계 대전 중에서 수많은 군용기를 제조했고, 전후인 1947년에 프로펠러 여객기 컨베이어 240을 개발한다.
1953년에 제너럴 다이내믹스(General Dynamics Corporation, 잠수함 제조업체 일렉트릭 보트(Electric Boat)가 전년인 1952년 카나디아(Canadair)와 합병하여 제너럴 다이내믹스라는 이름으로 변경)에 인수되어 그 분열되었다.
‘컨베이어’는 제너럴 다이내믹스의 항공기 사업 부문으로 남아 있고, 1950년대 후반부터 1960년대 초반에는 제1세대의 대형 제트 여객기인 컨베어 880이나 컨베이어 990을 개발했다.

### 매각
그러나 컨베이어 880과 990의 경쟁 기종인 보잉 707과 더글러스 DC-8의 기세로 생산 대수는 그만큼 성장하지 못하고, 컨베이어 부문은 판매 침체에 빠졌기 때문에 제너럴 다이내믹스는 컨베이어를 1965년에 종료하고, 1976년에 캐나다 정부에 매각했다. 그후 카나디아의 이름으로 다시 출발했다. 그러나 국영 기업으로 수익성 체질에 빠진 카나디아는 1986년, 봄바디어에 매각되었다.
또한 제너럴 다이내믹스의 다른 항공기 사업은 살아났지만, 주력했던 군용기 부문은 1992년 록히드 마틴에 매각되었다. 현재 남아있는 것은 1999년 걸프스트림 항공우주가 인수한 비즈니스 제트기 부문이다.

## 주요 생산 기체

### 군용기
오른쪽의 숫자는 첫 비행 해이다.
- XP-81 (1945)
- B-36 ‘피스 메이커’(1946)
- XB-46 (1947)
- XC-99 (1947)
- XF-92A (1948)
- YB-60 (1952)
- F-102 ‘델타 대거’(1953)
- F2Y → YF-7A ‘시다트’(1953)
- R3Y 트레이드윈드(1954)
- XFY ‘포고’(1954)
- C-131 사마리탄 (1955)
- B-58 ‘허슬러’(1956)
- F-106 ‘델타 다트’(1956)

### 민간기
- 컨베이어 240
- 컨베이어 340
- 컨베이어 440
- 컨베이어 540 (1955) - 네이피어 앤 썬 사의 개조 기계
- 컨베이어 580 (1960) - 팩에어로 사의 개조 기계
- 컨베이어 600 (1965)
- 컨베이어 CV-640
- 컨베이어 CV5800
- 컨베이어 880 (1959)
- 컨베이어 990 (1961)